# Etne
Etne – norweskie miasto i gmina leżąca w regionie Hordaland.
Etne jest 156. norweską gminą pod względem powierzchni.

## Demografia
Według danych z roku 2005 gminę zamieszkuje 3904 osób. Gęstość zaludnienia wynosi 5,51 os./km². Pod względem zaludnienia Etne zajmuje 235. miejsce wśród norweskich gmin.
| ludność stan na 1 stycznia 2005 |         |           |       |
|                                 | kobiety | mężczyźni | razem |
| osób                            | 1969    | 1935      | 3904  |
| %                               | 50,44%  | 49,56%    | 100%  |

| wykształcenie stan na 1 października 2004 |            |         |        |          |
|                                           | podstawowe | średnie | wyższe | nieznane |
| osób                                      | 635        | 1936    | 441    | 60       |
| %                                         | 20,67%     | 63,02%  | 14,36% | 1,95%    |

## Edukacja
Według danych z 1 października 2004:
- liczba szkół podstawowych (norw. grunnskolar): 4
- liczba uczniów szkół podst.: 522

## Władze gminy
Według danych na rok 2011 administratorem gminy (norw. rådmann) jest Elling Hetland, natomiast burmistrzem (norw. ordfører, d. borgermester) jest Sigve Sørheim.